# Paradeloparius emeritus
Paradeloparius emeritus är en skalbaggsart som beskrevs av Louis Albert Péringuey 1901. Paradeloparius emeritus ingår i släktet Paradeloparius och familjen Aphodiidae. Inga underarter finns listade i Catalogue of Life.